# A Lodging for the Night
A Lodging for the Night è un cortometraggio muto del 1912 diretto da D.W. Griffith su una sceneggiatura di George Hennessy.

## Produzione
Il film fu prodotto dalla Biograph Company. Venne girato in California.

## Distribuzione
Distribuito dalla General Film Company, il film - un cortometraggio di una bobina - uscì nelle sale cinematografiche statunitensi il 9 maggio 1912. La Moving Pictures Sales Agency lo distribuì nel Regno Unito il 7 luglio 1912.
Copie della pellicola sono conservate negli archivi del Mary Pickford Institute for Film Education e in quelli della Library of Congress.